# 阿夫鲁
阿夫鲁（法語：Avroult）是法国北部-加来海峡大区加来海峡省的一个市镇，属于圣奥梅尔区福康贝格县。该市镇2009年时的人口为607人。

## 人口
阿夫鲁人口变化图示
| 数据来源：INSEE |